# 釧路湿原とうろユースホステル
釧路湿原とうろユースホステル（くしろしつげんとうろユースホステル）は日本ユースホステル協会に加盟していた、北海道標茶町にあったユースホステル。2018年3月31日閉館。
釧路湿原散策や釧路川カナディアンカヌーのツアーなどを行なっていた。

## アクセス
- 釧網本線塘路駅より徒歩2分